# 挽拍縣
挽拍縣（泰語：เขตบางพลัด）是泰國首都曼谷轄下的50個區之一。

## 概述
挽拍縣總面積11.360平方公里。根據泰國官方於2017年的人口調查數據顯示：居住於挽拍縣的總人口數量為92325人。人口密度為8,127.20人/平方公里。

## 歷史
挽拍縣是1915年曼谷內城重組時創建的25個縣之一。「挽拍」一詞的意思是“失落的地方”。據認為，在過去，該地充滿了水道和雜草叢生。從其他地來的人到此容易迷路。